# بير ك. إنغ
بير ك. إنغ هو مهندس نرويجي، ولد في 29 أكتوبر 1953 في برغن في النرويج، وتوفي في 22 أبريل 2018 في ماونتن فيو في الولايات المتحدة.